# リトルマスター ライクバーンの伝説
『リトルマスター ライクバーンの伝説』（リトルマスター ライクバーンのでんせつ）は、ゲームボーイ用ソフトとして徳間書店インターメディアから発売されたシミュレーションRPGである。リトルマスターシリーズの第一作。

## 概要
主人公であるリイムとモーモー。その他のユニットを操り、全15面クリアを目指す。シナリオが少ないため、成長のため同じシナリオをプレイ出来る。リイムとモーモー、アラビア以外は、２体のユニットを合成して強化することができる。一度クリアしたシナリオは退却コマンドで、途中放棄ができる。

## 設定

### ストーリー
ラクナマイト大陸のはずれに、ライナークという豊かな王国があった。
ある日、ゲザガインという悪者が、自らを悪の帝王と名乗り、ラクナマイト大陸に君臨しようと現れた。
ゲザガインの恐るべき魔力と、モンスター軍団の前に、ラクナマイト大陸の国々はなすすべもなく制圧されていた。
ライナーク王国騎士団は、総出でゲザガイン軍団を迎え撃ったが、圧倒的な敵勢力の前に苦戦を強いられた。
一人の若者、リイムは決心した。「ゲザガインは、オレが倒す!」

### 各シナリオ
シナリオ01〜10は1度クリアした後も何回でも挑戦できるが、11以降は各1回限りである。
- シナリオ01　ゆうしゃのたびだち
- シナリオ02　あやかしのしんでん
- シナリオ03　たつまきパニック
- シナリオ04　まぼろしのみずうみ
- シナリオ05　もりをまもれ
- シナリオ06　ダムちょうさしれい
- シナリオ07　ゾンビでんせつ
- シナリオ08　ほしのふるやま
- シナリオ09　まのしまへとべ
- シナリオ10　まじゅうのようさい
- シナリオ11　ドラキュラじょう
- シナリオ12　ほのおのやま
- シナリオ13　りゅうのどうくつ
- シナリオ14　ちていまきゅう
- シナリオ15　てんくうのけっせん

## スタッフ
- プロデュース：たなかさとし
- ゲーム・デザイン：川野忠仁、山本浩史
- CGデザイン：山本浩史
- ピクチャー・デザイン：きみずつとむ
- ビジュアル・デザイン：後藤滋
- 音楽：やまだゆうじ
- マップ・デザイン：山本浩史
- ビジュアル・ディレクション：後藤滋
- プログラム：ONITAMA
- ディレクト：川野忠仁
- スペシャル・サンクス：ファミリーコンピュータMagazine、ゲームボーイMagazine

## 評価
- ゲーム誌『ファミコン通信』のクロスレビューでは、5・7・7・6の合計25点（満40点）となっている[3][1]。レビュアーの意見としては、「『ファイアーエムブレム』のコンパチといっても差し支えない」、「オリジナリティーは低いけど、遊びやすいゲームだ」などと評されている[3]。
- ゲーム誌『ファミリーコンピュータMagazine』の読者投票による「ゲーム通信簿」での評価は以下の通りとなっており、22.1点（満30点）となっている[2]。

| 項目 | キャラクタ | 音楽 | お買得度 | 操作性 | 熱中度 | オリジナリティ | 総合 |
| 得点 | 3.9        | 3.6  | 3.4      | 3.6    | 3.9    | 3.7            | 22.1 |